# Николас Тинберген
Николас (Нико) Тинберген (на нидерландски: Nikolaas Tinbergen), FRS е холандски биолог и орнитолог, който споделя Нобеловата награда за физиология или медицина от 1973 г. с Карл фон Фриш и Конрад Лоренц за техните открития относно организирането и извличането на индивидуални и социални модели на поведение при животните. Той е смятан за един от основателите на съвременната етология, изследване на поведението на животните.
През 1951 г. Тинберген публикува The Study of Instinct, значима книга за поведението на животните. През 60-те години на ХХ век той си сътрудничи с режисьора Хю Фалкус по поредица от филми за дивата природа, включително The Riddle of the Rook (в превод: „Загадката на враната“) (1972) и Signals for Survival (в превод: „Сигнали за оцеляване“) (1969), с които печели наградата на Италия през съответната година и американската синя лента през 1971 г.

## Личен живот
Тинберген се жени за Елизабет Рутен (1912 – 1990) и има пет деца с нея. По-късно в живота си той страда от депресия и се страхува, че може да се самоубие, както брат му Луук е направил по-рано. Тинберген е лекуван от своя приятел, Джон Боулби, от чийто идеи е силно повлиян. Тинберген умира в дома си в Оксфорд, Англия на 21 декември 1988 г., след претърпян инсулт.